# Parco naturale del Monte Tre Denti - Freidour

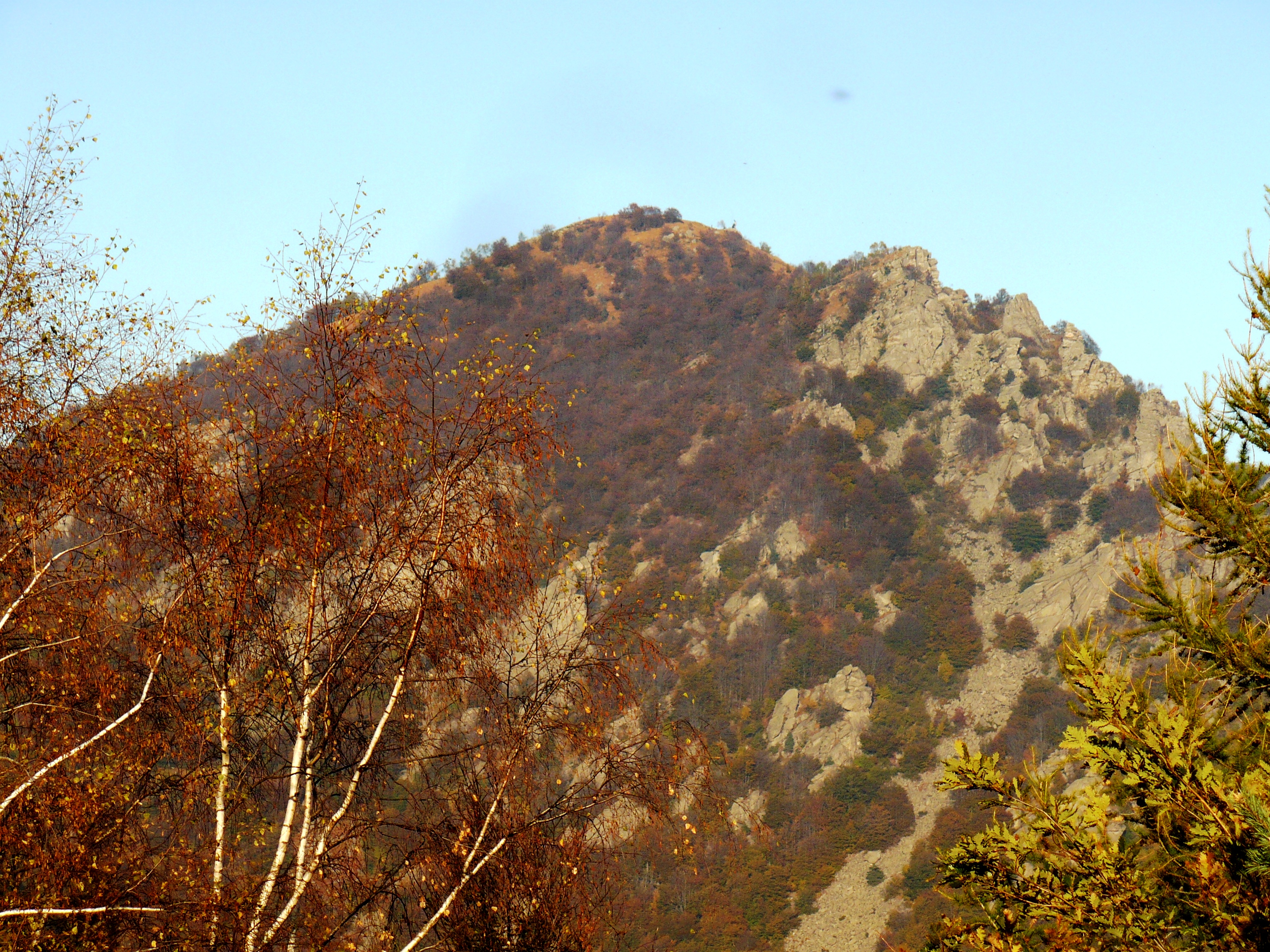
Il monte Freidour

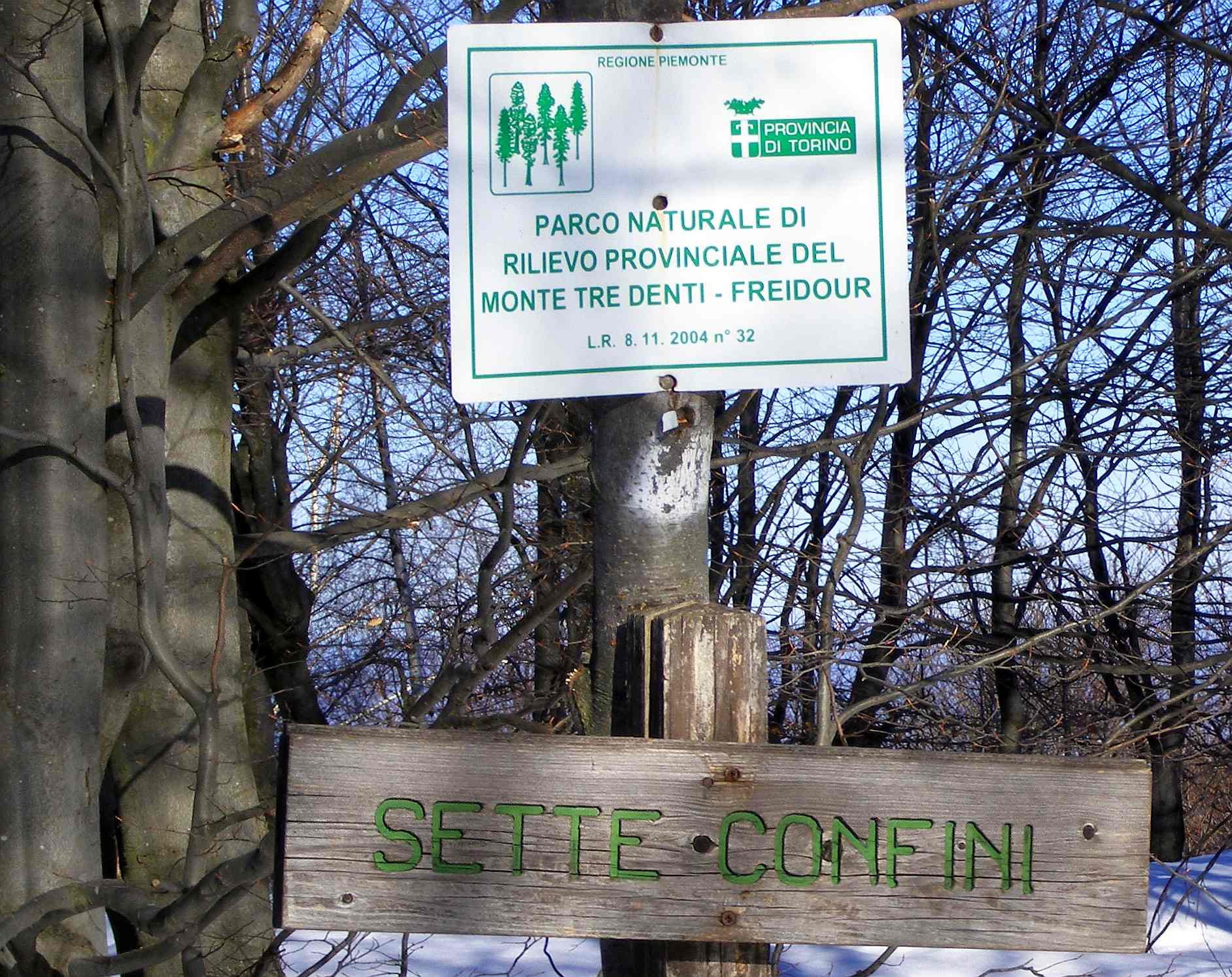
Delimitazione del parco sul monte Sette Confini

Il parco naturale del Monte Tre Denti - Freidour è un'area naturale protetta, più precisamente un parco naturale a gestione provinciale, situata in comune di Cumiana nella città metropolitana di Torino, in Piemonte e istituita dalla Provincia di Torino ed entrata con la legge regionale nº 32 dell'8-11-2004 nel sistema delle aree protette della Regione Piemonte.

## Territorio
Il parco tutela 8,21 km quadrati totalmente ricadenti nel comune di Cumiana, e collocati ad una quota che va dai 563 metri della confluenza Chisola - Chisoletta ai 1445 m della vetta del Monte Freidour. Si estende pressoché interamente sul versante Nord della dorsale Monte Freidour - Monte Tre Denti - Monte Brunello.

### Geologia
L'area montana compresa nel parco fa parte del massiccio Dora-Maira, una formazione geologica originatasi nel quadro dell'orogenesi alpina e nella quale predominano rocce di tipo metamorfico. Prevalgono tra queste gneiss e micascisti ma sono anche presenti quarziti e marmi. Dalla vecchia cava di gneiss della Pedrera, situata non lontano dalla frazione Picchi, provengono le pietre utilizzate per la costruzione di vari edifici torinesi quali la Gran Madre di Dio e il Ponte Mosca.

## Flora
La vegetazione arborea prevalente è costituita dalle latifoglie tipiche della zona quali castagni (sotto i 700 metri), faggi (sopra i 700 metri), querce di varie specie, frassini, betulle e maggiociondoli. Diffuso è anche il pino silvestre e, a bassa quota, la robinia.
Da segnalare un'area rimboschita artificialmente a pino nero e larice dai Forestali negli anni trenta intorno alla zona della Pradera dei Picchi. Si segnala anche la presenza sporadica di cerrosughera, specie mediterranea rara per il Piemonte.
La vegetazione erbacea conta alcune specie protette quali il giglio martagone, il giglio di San Giovanni, il fior di stecco e Campanula elatines, endemica del Piemonte.

## Fauna
I mammiferi presenti sono quelli tipica della zona; particolarmente rilevante è la presenza di camosci sulle creste sommitali del Freidour.
L'ornitofauna è piuttosto differenziata, data la varietà di ambienti; da segnalare è anche la presenza nei piccoli corsi d'acqua che drenano le montagne del parco del gambero di fiume, specie protetta indicatrice di un ambiente ecologicamente ancora integro.

## Incendi
Il parco ha subito nell'ultimo decennio numerosi incendi, con tutta probabilità di origine dolosa visti i diversi punti di innesco contemporanei. 
In particolare, l'incendio sviluppatosi in Ottobre 2017 sulla cresta nord del monte Tre Denti e durato più di una settimana ha quasi interamente distrutto il parco, interessando tutti i versanti e coinvolgendo anche i paesi vicini. Le particolari condizioni del periodo, come la mancanza prolungata di precipitazioni e il forte vento hanno permesso a un incendio inizialmente circoscritto e quasi domato, di riprendere vigore e interessare in pochi giorni l'intero parco montano.

## Cartografia
- 6 - Pinerolese Val Sangone, scala 1:25.000, ed. Fraternali
- 17 - Torino Pinerolo e Bassa Val di Susa, scala 1:50.000, ed. IGC - Istituto Geografico Centrale